# Рапаньяно
Рапаньяно (итал. Rapagnano) —  коммуна в Италии, располагается в регионе Марке, в провинции Фермо.
Население составляет 1974 человека (2008 г.), плотность населения составляет 156 чел./км². Занимает площадь 12 км². Почтовый индекс — 63020. Телефонный код — 0734.
Покровителем коммуны почитается святой Иоанн Креститель, празднование 24 июня.

## Демография
Динамика населения:

## Администрация коммуны
- Официальный сайт: http://www.comune.rapagnano.ap.it/